# Кевін Ріман
Кевін Ріман (фр. Kévin Rimane, нар. 23 лютого 1991, Каєнна) — гвіанський футболіст, захисник клубу «Германнштадт» та національної збірної Французької Гвіани.

## Клубна кар'єра
Вихованець футбольної школи клубу «Парі Сен-Жермен». З 2008 року став виступати за дублюючу команду «Парі Сен-Жермен» у Аматорському чемпіонаті, в якій провів три сезони, взявши участь у 48 матчах чемпіонату.
Влітку 2011 року підписав перший професійний контракт з клубом «Булонь» з Ліги 2. Він дебютував за клуб 5 серпня в матчі чемпіонату проти «Анже» (3:3). У своєму першому сезоні він провів 29 матчів, але не зміг уникнути вильоту в третій дивізіон. Там з командою Кевін залишався ще два роки і провів 53 матчі (2 голи), а також провів один матч за дубль команди в Аматорському чемпіонаті Франції 2. Загалом Ріман відіграв за команду з Булонь-сюр-Мер в усіх турнірах 83 матчі і забив 2 голи.
У липні 2014 року повернувся до «Парі Сен-Жермена», але продовжив виступати за другу команду в четвертому дивізіоні. 9 квітня 2016 дебютував у першій команді в матчі Ліги 1 проти «Генгама» (2:0). Цей матч став для гравця єдиним у сезоні 2015/16, в якому паризький клуб здобув чемпіонство. В подальшому Кевін продовжив виступи за другу команду. За чотири з половиною роки в паризькому клубі провів лише 5 матчів в основному складі, з них лише в одному відіграв 90 хвилин — у грі за Суперкубок Франції з футболу 2018.
8 лютого 2019 був відданий в оренду до завершення сезону до хорватського клубу «Істра 1961».
У серпні 2019 перейшов до румунського «Германнштадта».

## Виступи за збірну
28 травня 2014 року дебютував в офіційних матчах у складі національної збірної Французької Гвіани в товариській проти збірної Суринаму (0:1).
У складі збірної був учасником розіграшу Золотого кубка КОНКАКАФ 2017 року у США, на якому зіграв у двох матчах.
| Дата       | Місто                 | Господарі                | Результат        | Гості                         | Турнір                             | Голи | Примітки |
| ---------- | --------------------- | ------------------------ | ---------------- | ----------------------------- | ---------------------------------- | ---- | -------- |
| 27-5-2014  | Парамарибо            | Суринам                  | 1 – 0            | Французька Гвіана             | товариський матч                   | -    |          |
| 1-6-2014   | Ораньєстад (Аруба)    | Французька Гвіана        | 6 – 0            | Британські Віргінські Острови | Відбір до Карибського кубка 2014   | -    |          |
| 2-6-2014   | Ораньєстад (Аруба)    | Острови Теркс і Кайкос   | 0 – 6            | Французька Гвіана             | Відбір до Карибського кубка 2014   | -    |          |
| 4-6-2014   | Ораньєстад (Аруба)    | Аруба                    | 0 – 2            | Французька Гвіана             | Відбір до Карибського кубка 2014   | -    |          |
| 3-9-2014   | Баямон (Пуерто-Рико)  | Гренада                  | 1 – 1            | Французька Гвіана             | Відбір до Карибського кубка 2014   | -    |          |
| 5-9-2014   | Баямон (Пуерто-Рико)  | Пуерто-Рико              | 1 – 2            | Французька Гвіана             | Відбір до Карибського кубка 2014   | -    | 46'      |
| 7-9-2014   | Баямон (Пуерто-Рико)  | Французька Гвіана        | 0 – 0            | Кюрасао                       | Відбір до Карибського кубка 2014   | -    |          |
| 12-11-2014 | Монтего-Бей           | Куба                     | 1 – 1            | Французька Гвіана             | Карибський кубок 2014              | -    |          |
| 13-11-2014 | Монтего-Бей           | Тринідад і Тобаго        | 4 – 2            | Французька Гвіана             | Карибський кубок 2014              | -    |          |
| 15-11-2014 | Монтего-Бей           | Французька Гвіана        | 1 – 4            | Кюрасао                       | Карибський кубок 2014              | -    |          |
| 27-3-2016  | Гамільтон             | Бермудські Острови       | 2 – 1            | Французька Гвіана             | Відбір до Карибського кубка 2017   | -    | 32'- 46' |
| 7-6-2016   | Сан-Кристобаль        | Домініканська Республіка | 2 – 1            | Французька Гвіана             | Відбір до Карибського кубка 2017   | -    | 26'      |
| 19-6-2016  | Ремір-Монжолі         | Французька Гвіана        | 3 – 0            | Бермудські Острови            | Відбір до Карибського кубка 2017   | 1    |          |
| 9-11-2016  | Порт-о-Пренс          | Гаїті                    | 2 – 5            | Французька Гвіана             | Відбір до Карибського кубка 2017   | -    |          |
| 18-6-2017  | Ремір-Монжолі         | Французька Гвіана        | 3 – 0            | Барбадос                      | товариський матч                   | -    |          |
| 23-6-2017  | Фор-де-Франс          | Ямайка                   | 1 – 1 (4–2 п.п.) | Французька Гвіана             | Карибський кубок 2017              | -    | 84'      |
| 25-6-2017  | Фор-де-Франс          | Французька Гвіана        | 1 – 0            | Мартиніка                     | Карибський кубок 2017              | -    | 46'      |
| 7-7-2017   | Гаррісон (Нью-Джерсі) | Французька Гвіана        | 2 – 4            | Канада                        | Кубок КОНКАКАФ 2017                | -    | 19'      |
| 11-7-2017  | Х'юстон               | Гондурас                 | 3 – 0            | Французька Гвіана             | Кубок КОНКАКАФ 2017                | -    | 39'      |
| 20-11-2018 | Ремір-Монжолі         | Французька Гвіана        | 2 – 1            | Гаяна                         | Відбір Ліги націй КОНКАКАФ 2019-20 | -    | 62'      |
| 24-3-2019  | Ванкувер              | Канада                   | 4 – 1            | Французька Гвіана             | Відбір Ліги націй КОНКАКАФ 2019-20 | 1    | 75'      |
| 9-9-2019   | Бастер                | Сент-Кіттс і Невіс       | 2 – 2            | Французька Гвіана             | Ліга націй КОНКАКАФ 2019-20        | -    |          |
| Усього     |                       | Матчів                   | 22               |                               | Голів                              | 2    |          |

## Досягнення
- Чемпіон Франції:

«Парі Сен-Жермен»: 2015–16, 2017-18
- Володар Кубка Франції:

«Парі Сен-Жермен»: 2015–16, 2017-18
- Володар Кубка французької ліги:

«Парі Сен-Жермен»: 2017-18
- Володар Суперкубка Франції:

«Парі Сен-Жермен»: 2018